# محمد اليازغي
محمد اليازغي (مواليد 28 سبتمبر 1935 بفاس) سياسي مغربي قاد حزب الاتحاد الاشتراكي للقوات الشعبية فترة من الزمن.ويعتبر أمازيغيا.
قبل خمسين سنة، انخرط في العمل السياسي، كان عمره ست عشرة سنة، وكان المغرب في أوج سنوات المقاومة ضد الاستعمار سنة بعد نفي الملك محمد الخامس، سنة قبل استقلال الوطن وعودة أب الأمة إلى عرشه.
ففي سنة 1954 انخرط محمد اليازغي في حزب الاستقلال، واحتك بأبرز قياديي الحركة الوطنية وفي طليعتهم المهدي بن بركة، وبأبرز رموزها التاريخيين عبد الرحيم بوعبيد، وشارك في تأسيس الاتحاد الوطني للقوات الشعبية سنة 1959.
محمد اليازغي الذي تُوج كاتبًا أول لـ حزب الاتحاد الاشتراكي للقوات الشعبية أول أمس من مؤسسي حزب القوات الشعبية، ساهم في جميع محطاته النضالية ومعارك الحفاظ على هويته وخياراته، شارك في جميع مؤتمراته، وعانق مناضليه بمختلف الفروع، بالقرى والمدن.

## النشأة
ولد محمد اليازغي في ثمانية وعشرين شتنبر من سنة 1935 بفاس وبها أنهى تعليمه الابتدائي قبل أن ينتقل على الرباط التي أكمل فيها دروسه الثانوية وحاز فيها على الإجازة في الحقوق، ومنها انتقل إلى باريس كطالب بالمدرسة الوطنية للإدارة، وبعد تخرجه منها عمل محاميًا بالعاصمة الفرنسية ومنذ 1968 وهو يزاول نفس المهنة بالرباط.
تقلد اليازغي مسؤولية رئيس مصلحة ميزانية التجهيز بوزارة المالية في عهد حكومة عبد الله إبراهيم، الحكومة التي أسست اقتصاد المغرب الحديث ودشنت أهم بنياته التحتية والإنتاجية.
في منتصف السبعينيات كان اليازغي من ثلة المناضلين الذين حضروا للمؤتمر الاستثنائي للاتحاد الاشتراكي للقوات الشعبية، المؤتمر الذي تبنى إستراتيجية النضال الديمقراطي، وحدد بكل وضوح خيارة الإديولوجي ومشروعه المجتمعي وهي الوثيقة التي صاع أرضيتها الأولى ومحاورها الأساسية عمر بنجلون، وإلى جانب مساهماته الفكرية في هذه الوثيقة، صاغ اليازغي التقرير التنظيمي للحزب الذي يعد من أبرز أدوات بناء الاتحاد وهيكلته، وطيلة أكثر من نصف قرن ارتبط اليازغي بالآلة التنظيمية وبقضايا الاتحاد الاشتراكي وشغل عضوية المكتب السياسي وفي سنة 1991 أنيطت به مسؤولية الكاتب الأول بالنيابة ولما اغتيل عمر بن جلون في دجنبر 1975 أصبح اليازغي مديرا لجريدة المحرر التي منعتها السلطات من الصدور إثر أحداث 20 يونيو 1981.
ذاق اليازغي مرارة المعتقلات وتعرض لشتى أنواع التعذيب، ففي يوليوز اعتقل مع عدد من مناضلي حزب القوات الشعبية، وفي الذكرى الأولى لاختطاف المهدي بن بركة زج به في السجن، وعقب هزيمة يونيو 1967 وأثناء قيامه بالتعبئة الشعبية تم اعتقاله لمدة سنة دون تقديمه للمحاكمة ونفس المدة قضاها سنة 1970 بين سجني الرباط ومراكش.
في سنة 1973 انفجر بين يديه طرد ملغوم كاد يؤدي بحياته، إذ أنقذه الأطباء من موت محقق، واستمرت العملية الجراحية لإعادة ترتيب أحشائه وبعض أطرافه عدة ساعات ولم يشفع له خضوعه للعلاج في الأشهر الموالية إذ اعتقل في يونيو من نفس السنة وقدم للمحاكمة أمام المحكمة العسكرية بالقنيطرة، ومن بوابة السجن اقتيد إلى الإقامة الجبرية بإفران إلى أن أطلق سراحه سنة 1974.
وفي شتنبر 1981 وعقب بيان للمكتب السياسي للاتحاد الاشتراكي للقوات الشعبية حول القضية الوطنية، قضية الصحراء المغربية، اعتقل اليازغي رفقة الكاتب الأول للحزب الفقيد عبد الرحيم بوعبيد ومحمد الحبابي وحكم عليهم بالسجن لمدة سنة قضوا نصفها بسجن بميسور قبل أن يطلق سراحهم.
شغل اليازغي عدة مسؤوليات إلى جانب مسؤولياته الحزبية ومنها الكاتب العام للنقابة الوطنية للصحافة المغربية ما بين سنتي 1977 و 1993، ونائبًا برلمانيًا منذ 1993 بالقنيطرة والرباط.
ومع حكومة التناوب التي شكلت سنة 1998 تقلد اليازغي حقيبة وزارة إعداد التراب والسكنى والتعمير والبيئة، وشهد القطاع الذي أشرف عليه عملية حوار وطني شارك فيه المسؤولون المحليون والجهويون والوطنيون بالجماعات المحلية والقطاعات الحكومية والمعاهد والمجتمع المدني، توج بالمصادقة على الميثاق الوطني لإعداد التراب.
ومحمد اليازغي متزوج وأب لطفلين.

## من مؤلفاته
- كتاب: الصحراء... هويتنا؟